# جيليان روبرتسون
جيليان روبرتسون (بالإنجليزية: Gillian Robertson؛ مواليد 17 مايو 1995) هي مُقاتلة فنون قتالية مختلطة كندية.

## وصلات خارجية
- جيليان روبرتسون على موقع يو إف سي (الإنجليزية)
- جيليان روبرتسون على موقع شيردوغ (الإنجليزية)
- جيليان روبرتسون على موقع Tapology.com (الإنجليزية)
- جيليان روبرتسون على موقع IMDb (الإنجليزية)